# Arnaldo Carrasco
Arnaldo Carrasco Carrasco (El Roble, Osorno, 10 de mayo de 1894–Santiago, 6 de marzo de 1987) fue un militar chileno. Ocupó el cargo de Ministro de Defensa durante los gobiernos de Juan Antonio Ríos y Alfredo Duhalde.

## Biografía
Hijo de Dolorido Carrasco y Claudina Carrasco. Casado con María Alicia del Carmen Casanueva del Canto, con quien tuvo dos hijos.
Se graduó de la Escuela Militar en 1910. Realizó estudios en la Fuerza Aérea de los Estados Unidos. Se tituló de piloto militar en 1923. Obtuvo el grado de General de Brigada en 1944. Comandó la Escuela Militar entre 1939 a 1944, Jefe de la Sección Confidencial de la Subsecretaria de Guerra entre 1933 y 1934.
Fue Subsecretario de Guerra reemplazante en 1934, Ministro de Defensa Nacional entre 1944 y 1946, y Ministro de Justicia subrogante en 1946. Se retiró del Ejército en 1946.
Fue embajador en Canadá en 1947, embajador en Brasil entre 1953 y 1954, y delegado de Chile ante el Consejo de Garantes en el Conflicto Perú-Ecuador en Argentina, Brasil, EE. UU. y Chile.